# Fernando Falcão
Fernando Falcão är en kommun i Brasilien.   Den ligger i delstaten Maranhão, i den östra delen av landet, 1 100 km norr om huvudstaden Brasília. Antalet invånare är 9 180.
Omgivningarna runt Fernando Falcão är huvudsakligen savann. Runt Fernando Falcão är det mycket glesbefolkat, med 2 invånare per kvadratkilometer.